# Marcel Ferauche
Marcel Ferauche, mort décapité le 18 mars 1943 à Cologne, est un résistant belge. Il avait succédé à Martin Gysselaer, et il imprima les numéros d'avril, mai et  juin 1942  de la Meuse clandestine, organe du Front wallon pour la libération du pays et probablement l'un des journaux les plus diffusés et les plus lus de toute la presse clandestine. Il imprimait également de nombreuses autres feuilles de la Résistance. Arrêté le 29 juin 1942, il refusa toujours de s'exprimer au sujet de ses activités et des contacts qu'il possédait, même sous la torture. Marie-Françoise Gihousse, signale que cette arrestation fut plus que probablement le fait d'un traître (celui-là même qui avait livré aussi Martin Gysselaer):   
«  Victor Van Michel insiste sur l'étrange coïncidence. Marcel Ferauche est également l'imprimeur de Sambre et meuse depuis le début de 1942. Or, c'est seulement lorsqu'il travaille pour La Meuse qu'il se fait arrêter par la Geheimfeldpolizei. »
Elle rappelle également que Ferauche imprimait également Liberté, Belgique-Unie, Churchill-Gazette, L'Express, Les Neuf Provinces, Sambre et Meuse et Amon nos-Autes: cette situation n'était nullement exceptionnelle pendant la guerre, ajoute-t-elle. La plupart des imprimeurs de journaux clandestins, en travaillaient plusieurs à la fois. Liberté  est l'organe du Parti communiste liégeois dirigé par Théo Dejace.
Sa disparition sera un coup très dur pour la Résistance en Wallonie. Sa mère fut également déportée à Ravensbrück où elle fut assassinée en mars 1945. L'Encyclopédie du Mouvement wallon consacre une brève notice à ce héros  du peuple de la nuit  Voir aussi le Livre d'or de la Résistance belge (ouvrage publié par la Commission de l'historique de la Résistance instituée par le Ministère de la Défense nationale), Bruxelles, sans date (1946?). Marcel Ferauche y est cité à la p. 396 (pour la Province de Liège), en ces termes : Décapité  à Cologne,